# کونگ‌تار (بوتان)
کونگ‌تار (به لاتین: Kungtar) یک منطقهٔ مسکونی در بوتان (کشور) است که در Lhuntse District واقع شده‌است.